# Laurent David
 (mai 2017).
Si vous disposez d'ouvrages ou d'articles de référence ou si vous connaissez des sites web de qualité traitant du thème abordé ici, merci de compléter l'article en donnant les références utiles à sa vérifiabilité et en les liant à la section « Notes et références ».
Pour les articles homonymes, voir David.
Laurent David est un footballeur professionnel français né le 9 janvier 1971 à Saint-Brieuc. Il est le frère cadet de Pierre-Yves David, qui fut lui aussi footballeur professionnel. Laurent David évolue au poste de milieu de terrain. Il est depuis reconverti comme entraîneur où il est actuellement chez Les Herbiers VF.

## Carrière
Formé du côté de la Bretagne, Laurent David commence sa carrière en 1991/1992 au Stade brestois, en Division 3. Après une bonne saison à ce niveau, il est courtisé par le CS Sedan-Ardennes chez qui il reste deux saisons et se fait une réputation de solide milieu de terrain.
Remarqué, il suscite les regards de clubs de l'élite et finit par rejoindre le FC Martigues (D1) avec qui il réalise une bonne première saison avec un statut de titulaire. 
Mais dès la deuxième année, il joue beaucoup moins et quitte le club avant la fin de l'année pour retourner en D2 au FC Mulhouse qui rêve de retrouver la première division. Laurent y laisse ses marques, mais jamais le club ne retrouvera la D1.
Pire, le joueur va vivre trois relégations en National consécutives :
En effet en 1997/1998, il ne peut empêcher la descente de Mulhouse; libre, il rejoint le club picard de l'AS Beauvais. Dans un championnat de deuxième division remanié à vingt clubs, Beauvais est miné par des blessures de joueurs cadres au point que le club termine à la vingtième place (à trois points du maintien seulement).
L'Amiens SC, le club voisin picard est opportuniste et récupère David. Le club joue dans un premier temps les premiers rôles, mais termine vite dans les 3 derniers.
Cette fois, Laurent tente l'aventure en National (D3) avec l'ambitieuse équipe du Grenoble Foot, avec laquelle il remonte en deuxième division au terme d'un final incroyable. Et durant deux années, il poursuit l'aventure avec un statut de cadre en Ligue 2.
Après l'aventure iséroise, il repart dans le club de ses débuts : le Stade brestois avec qui il réussit une nouvelle fois la montée vers la Ligue 2. Mais la saison d'après est plus compliquée et il n'a qu'un statut de joueur de soutien.
À partir de 2004, il choisit de se diriger vers le club amateur du Stade plabennécois avec lequel il réussit les montées du CFA 2 au National.
En 2010 puis en 2011, il est élu meilleur joueur du Championnat National par la FFF.
Pour la saison 2011/2012 il accepte début septembre de rejoindre le club amateur de l'US Trégunc (Finistère) qui évolue en Division supérieure régionale (DSR), dans le Finistère-sud. Il rejoint ce club en raison de la présence de son ami et champion du monde Stéphane Guivarc'h, entraîneur de ce club.
L'année suivante, il prend en charge l'équipe de football de Morlaix.
En 2013, à la suite du départ d'Anthony Rimasson, il devient l'entraîneur des U17 du Stade brestois. Il prend ensuite la direction de l'équipe réserve durant 7 ans.  
En 2022, il devient le nouvel entraîneur du club vendéen Les Herbiers VF en remplacement de Stéphane Masala.

## Palmarès
- Vainqueur de la Coupe Gambardella en 1990 (Stade brestois)
- Champion de National en 2001 (Grenoble Foot)
- Vice-Champion de National en 2004 (Stade brestois)
- Vice-champion de CFA en 2009 (Stade Plabennecois)
- Élu meilleur joueur de National en 2010 et 2011